# ويليام غاستون
ويليام غاستون (بالإنجليزية: William Gaston)‏ هو محامي وسياسي أمريكي، ولد في 3 أكتوبر 1820 في كيلينغلاي في الولايات المتحدة، وتوفي في 19 يناير 1894 في بوسطن في الولايات المتحدة. حزبياً، نشط في الحزب الديمقراطي. وقد انتخب عضو مجلس نواب ماساتشوستس وانتخب حاكم ماساتشوستس ‏ (7 يناير 1875 – 6 يناير 1876).